# Slăncevo, Varna
Slăncevo (în bulgară Слънчево) este un sat în comuna Aksakovo, regiunea Varna,  Bulgaria. 

## Demografie
Componența etnică a satului Slăncevo
     Turci (6,17%)
     Nicio identificare (1,92%)
     Bulgari (65,29%)
     Romi (26,06%)
     Altele (0,54%)
La recensământul din 2011, populația satului Slăncevo era de 729 locuitori. Din punct de vedere etnic, majoritatea locuitorilor (65,29%) erau bulgari, existând și minorități de romi (26,06%) și turci (6,17%). Pentru 1,92% din locuitori nu este cunoscută apartenența etnică.